# 파쿠 로미
파쿠 로미(일본어: 朴璐美, 1972년 1월 22일 ~ )는 일본에서 활동하는 성우이다. 도쿄도 에도가와구에서 태어났으며 연세대학교 어학원에서 유학을 한 적이 있다.
원래는 '극단 엔'에 소속된 연극 배우였지만, 연극을 관람하러 갔던 애니메이션 감독 토미노 요시유키의 눈에 띄어 '브레인 파워드'를 시작으로 성우 활동을 시작하게 되었다.
일본에서 열린 2006년 제1회 성우 어워드에서 여우 주연상을 수상했다.
2020년 1월 22일, 성우 야마지 카즈히로와의 결혼을 발표하였다.

## 출연작

### 텔레비전 애니메이션
1998년
- 브레인 파워드(카난 기모스) - 데뷔

1999년
- ∀건담(로랑 세아크)

2000년
- 꼬마마법사 레미 샵(마조란)
- 디지몬 어드벤처 02(이치조우지 켄)

2001년
- 샤먼킹(타오 렌)
- 학원 전기 무료우(모리야마 나유타)
- I Wish You Were Here(타오)

2002년
- 갤럭시 앤젤 A(학)
- 꼬마마법사 레미 비바체(바바)
- 드래곤 드라이브(오오조라 레이지)
- 라제폰(잇시키 마코토)
- 나루토 (테마리)
- 천지 무용! GXP(코마치)
- 프린세스 츄츄(윌리아가씨)

2003년
- 강철의 연금술사(에드워드 엘릭)
- 마탐정 로키 라그나로크(히가시야마 카즈미)
- 수병위인풍첩 용보옥편(츠부테)
- 에어 마스터(아이카와 마키)
- 우주의 스텔비아(카타세 마사토, 나지마 게블)
- SD 건담포스(슈토)

2004년
- 블리치 - 히츠가야 토시로 역
- 신암행어사 - 마리 역
- 학원 앨리스(휴우가 나츠메)
- SD건담 포스(슈우트)
- SAMURAI 7(카츠시로)
- 신 게타로보 - (미나모토 라이코우)

2005년
- 우에키의 법칙(우에키 코스케)
- 이 사람이 나의 주인님(나카바야시 세이이치로)
- 창성의 아쿠에리온(쿠르트 클릭, 클로에 클릭)
- BLOOD+(쿠라라)

2006년
- 프린세스 프린세스 (시호다니 유지로)
- 수왕성 (카림)

2007년
- 클레이모어(테레사)
- NANA (오사키 나나)
- 나루토 질풍전 (테마리)
- 전뇌코일 (하라카와 켄이치)
- 마인탐정 네우로 (x-사이)
- 블루드래곤 (조라)
- 멋진 탐정 라비린스 (코가 코우타)

2008년
- Yes! 프리큐어5 GoGo!(시럽/아마이 시로)
- 세키레이(카라스바)
- 기동전사 건담 00 세컨드 시즌(리제네 레제타)
- 클라나드(시마 카즈키)
- 흑집사 (마담 레드˙안젤리나 더레스)
- 카이바 (포포)

2009년
- 화이트 앨범(시노즈카 야요이)
- 헤타리아 Axis Powers(스위스)
- 강철의 연금술사 BROTHERHOOD(에드워드 엘릭)
- 싸우는 사서 (하뮤츠 메세타)
- 위스컬 삐요 (히게 피요)

2010년
- 레인보우 2사 6방의 7인 (마에다 노보루)
- 루팡3세 The last job (마야)
- 메탈 파이트 베이블레이드 (다미안 하트)

2011년
- 데드맨 원더랜드(이가라시 간타)
- 토리코(코마츠)
- 페르소나4 디 애니메이션 (시로가네 나오토)

2012년
- 원피스(마담 셜리)
- 흑마녀 나가신다!!(규빗드)

2013년
- 진격의 거인 1기(한지 조에)
- 킬라킬(키류인 라교)

2015년
- 진격 거인! 중학교(한지 조에)

2017년
- 진격의 거인 2기(한지 조에)

2018년
- 진격의 거인 3기 1쿨(한지 조에)

2019년
- 진격의 거인 3기 2쿨(한지 조에)

2020년
- 진격의 거인 파이널 1쿨(한지 조에)

2022년
- 진격의 거인 파이널 2쿨(한지 조에)

### 영화
2022년
- 센과 치히로의 행방불명: 라이브 온 스테이지(유바바 / 제니바) - 공연

### 특촬물
- 슈퍼전대 시리즈
  - 2009년 사무라이전대 신켄저 (우스카와 다유의 목소리, 우스유키)

### OVA
2007년
- 머더 프린세스(파리스)

2008년
- 진 구세주전설 북두의 권(단/단네)

2010년
- 극장판 포켓몬스터 환영의 패왕 조로아크 (조로아크)

### 인터넷 애니메이션
2007년
- GR -자이언트 로보- (알렉스 맥켄지)

### 극장판 애니메이션
2024년
- 진격의 거인 더 라스트 어택 (한지)

2025년
- 배트맨 닌자 대 야쿠자 리그 (원더 우먼)

### 게임
2006년
- 제노사가 에피소드 III[차라투스트라는 이렇게 말했다.](도크투스)

2008년
- 여신전생 페르소나4[페르소나4](시로가네 나오토)
- 테일즈 오브 리버스[TOR](샤오룬)
- 환상수호전 티어크라이스 (크로데킬드)

2010년
- 메탈기어 솔리드 피스워커 (아만다)
- 전국 바사라3 (우에스기 켄신)

2012년
- 여신전생 페르소나 4 더 골든 (시로가네 나오토)
- 여신전생 페르소나 4 디 얼티메이티드 인 마요나카 아레나 (시로가네 나오토)
- 슈퍼 단간론파[탄환논파] 2 (초고교급 체조부 오와리 아카네)

2013년
- 죠죠의 기묘한 모험 올스타 배틀 (히로세 코우이치)

2014년
- 페르소나 Q : 섀도우 오브 더 라비린스 (시로가네 나오토)

2016년
- 오버워치 (파라)

2020년
- 걸스X배틀2(루시퍼)
- 유몽학원 (조운)

## 같이 보기
- 성우
- 애니메이션
- 재일동포